# Maceo
Maceo – jednostka osadnicza w Stanach Zjednoczonych, w stanie Kentucky, w hrabstwie Daviess.